# Colin Hufman
Colin Hufman (Fairbanks, 15 de mayo de 1984) es un deportista estadounidense que compite en curling.
Ganó una medalla de bronce en el Campeonato Pan Continental de Curling Masculino de 2024. Participó en los Juegos Olímpicos de Pekín 2022, ocupando el cuarto lugar en el equipo masculino.

## Palmarés internacional
| Campeonato Pan Continental | Campeonato Pan Continental | Campeonato Pan Continental | Campeonato Pan Continental |
| Año                        | Lugar                      | Medalla                    | Prueba                     |
| -------------------------- | -------------------------- | -------------------------- | -------------------------- |
| 2024                       | Lacombe (Canadá)           | Medalla de bronce          | Equipo                     |